# Баварски географ
Баварски географ је име анонимног аутора средњовековног манускрипта Описак градова и крајева северно од Дунава  .
То име дао му је 1796. године, Јан Потоцки.

## Историја и карактеристике
Тај спис открио је 1772. амбасадор Луја XV на саксонском двору гроф Лујс-Габриел Ду Буат-Нанçаy у Баварској државној библиотеци у Минхену. Манускрипт су баварски Вителсбахи донели 1571. године.
О том делу се пуно расправљало међу историографима од почетка 19. века, у тим дискусијама су предњачили Николај Kарамзин и Јоацхим Лелеwел.
Документ садржи попис племена (већином словенских) по средњој и источној Европи, источно од Лабе и северно од Дунава до реке Волге па све до Црног и Kаспијског мора.
У делу су наведени Рујини, Волгари и бројни други, али нема Пољана, Поморана и Мазовшана, за које се претпоставља да су племена која су се прва населила дуж обала реке Варте током 9. века.
Постоје и неке информације о броју утврђења која су поседовала нека од племена. Због тога је пољски историчар Хенрик Ловафски сматрао да је то дело рад два аутора из различитих периода.
И само порекло документа је предмет полемика, старији стручњаци сматрали су да је можда састављен у Регензбургу, а неки да је попис преузет из Регинбертова кодекса, из 9. века из манастирске библиотеке на острву Реицхенау, који је тако назван по библиотекару. Због тог неки мисле да је то дело неког монаха који је живео у манастиру у периоду од 830е до 850е.
За разлику од њих руски историчар Александар Назаренко је изнео тезу да је попис састављен 870-их, кад је највероватније Методије Солунски боравио у манастиру, и да је само дело било на неки начин повезано са његовим мисијама по словенским земљама.